# Nastus glaucus
Nastus glaucus är en gräsart som beskrevs av Elizabeth A. Widjaja. Nastus glaucus ingår i släktet Nastus och familjen gräs. Inga underarter finns listade i Catalogue of Life.